# Zuidelijke opossum
De zuidelijke opossum of Midden-Amerikaanse opossum (Didelphis marsupialis) is een van de grotere soorten buidelratten uit het geslacht Didelphis. Hij komt voor in bosachtige streken in Midden-Amerika en het noorden van Zuid-Amerika. De wetenschappelijke naam van de soort werd in 1758 gepubliceerd door Carl Linnaeus in de tiende editie van Systema naturae.

## Kenmerken
De zuidelijke opossum is een van de grootste buidelratten. Hij kan zo groot worden als een konijn.
De vacht is lang en ruw, met een witte ondervacht. Aan de bovenzijde is de vacht zwart of grijs van kleur, soms wittig. De buikzijde is geel, oranje of roomwit. Het gezicht is bleekwit met een dunne zwarte streep over het midden van het voorhoofd. De wangen zijn roomwit of gelig oranje van kleur. Langs zijn roodkleurige ogen lopen smalle zwarte oogringen. De oren zijn naakt en bij volwassen dieren zwart van kleur. De lange snorharen op de snuit en de wangen zijn zwart van kleur.
Zijn ratachtige grijpstaart is vrijwel kaal, behalve aan de wortel. De staart is iets langer dan de rest van het lichaam. De staart is aan de basis zwart en de punt wit: het witte gedeelte omvat vaak de helft tot twee derde van de staart, alhoewel er ook dieren zijn met een geheel zwarte staart.
De kop-romplengte is 26,3 tot 43 cm, de staartlengte 29,5 tot 45 cm en het lichaamsgewicht 0,6 tot 2,4 kg.
Waar het verspreidingsgebied overlapt met de Virginiaanse opossum (Didelphis virginiana), zijn beide soorten moeilijk van elkaar te onderscheiden. De wangen van de Virginiaanse opossum zijn geheel wit en heeft witte snorharen op de snuit en wangen. Ook is de staart bij de Virginiaanse soort vaak korter dan de rest van het lichaam en bevat hij meer zwart.

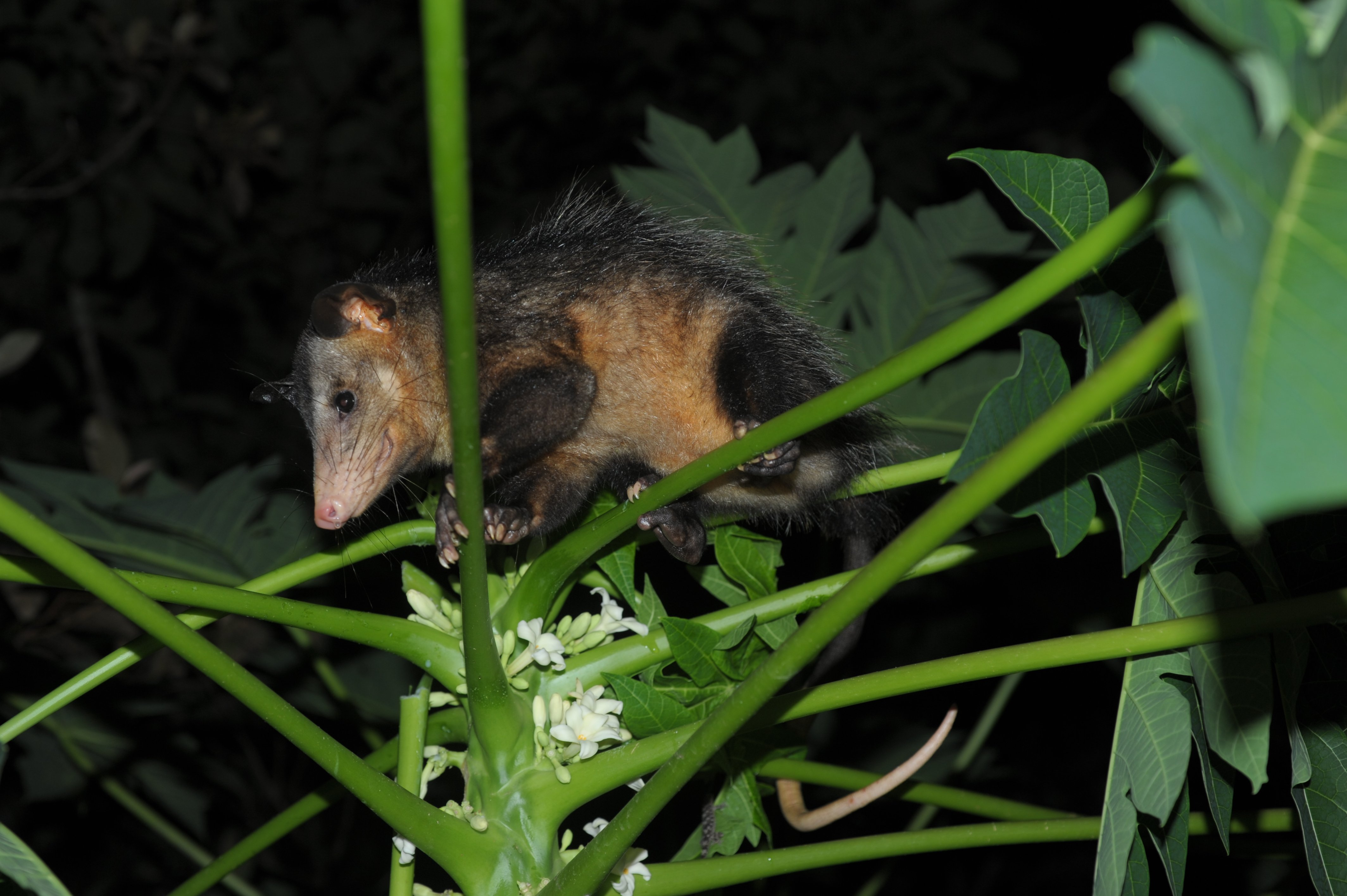
Zuidelijke opossum in een papajaplant in Bragança (PA)

## Verspreiding en leefgebied
De zuidelijke opossum leeft van Tamaulipas, Mexico zuidwaarts via geheel Midden-Amerika tot in het Amazonebekken, Peru en Bolivia. Hij is tevens te vinden op Trinidad & Tobago en andere kleine Antillen. Hij komt algemeen voor in zeer verschillende habitats, voornamelijk regenwouden en subtropische bossen en in de nabijheid van mensen. Hij heeft een voorkeur voor secundair bos en enigszins verstoorde laaglandgebieden, langs oevers van stromen en bij vuilnisbelten. Hij komt voor tot op 2000 meter hoogte. De zuidelijke opossum ontbreekt in zeer droge gebieden.
Het verspreidingsgebied overlapt met andere opossums van het geslacht Didelphis. Zo overlapt het in het noorden, van Mexico tot Noordwest-Costa Rica, met de Virginiaanse opossum (Didelphis virginiana). In Zuidoost-Brazilië overlapt het met de Zuid-Amerikaanse opossum (Didelphis albiventris).
Er worden twee ondersoorten erkend:
- Didelphis marsupialis marsupialis (Linnaeus, 1758) – Komt voor in het Amazonegebied.
- Didelphis marsupialis caucae (J.A. Allen, 1900) – Komt voor in Colombia, Ecuador en Centraal-Amerika.

## Leefwijze
De zuidelijke opossum is voornamelijk 's nachts actief, maar kan soms ook in de vroege ochtend worden waargenomen. Hij leeft voornamelijk op de grond, maar kan goed klimmen en zoekt regelmatig struiken en lianen in de ondergroei op. Zijn leefwijze past hij aan aan de seizoenen: in de subtropische bossen van Zuidoost-Peru klimt hij wel 25 meter om bloemen en nectar te eten, en in de regentijd zal hij in periodiek overstromende graslanden een meer boombewonend bestaan leiden.
Hij leeft voornamelijk solitair in een vast activiteitsgebied. Mannetjes hebben een leefgebied van tot 123 hectare, vrouwtjes tot 16 hectare. Binnen dit gebied leggen dieren 1 tot 3 km per nacht af. Overdag verblijft de opossum in een nest. Deze bevindt zich vaak boven de grond, zoals in een boomholte of tussen lianen. Soms maakt hij gebruik van een ondergronds hol, zoals in grotten, rotsspleten, holle boomstammen of holen van andere dieren. Een mannetje maakt iedere keer gebruik van een ander nest, een vrouwtje is honkvaster en maakt vaak een dag of vijf gebruik van hetzelfde nest. Als hij 's nachts rust, ligt hij op een boomtak.
Aan zijn dieet valt te zien dat hij een groot aanpassingsvermogen heeft. Het is een opportunistische omnivoor met een gevarieerd menu, bestaande uit verschillende insecten zoals torren, sprinkhanen, mieren en termieten. Ook slakken, regenwormen en kleine gewervelden als slangen, kleine zoogdieren en kleine en grondbewonende vogels en hun eieren behoren tot het menu. Dat een opossum omnivoor is blijkt uit het feit dat hij ook vruchten, nectar en ander plantaardig materiaal eet. Fruit, nectar en bloemen wordt vooral gegeten in de droge tijd. De zuidelijke opossum is een trage jager, die voornamelijk dieren vangt die niet snel zijn of niet kunnen wegkomen.

### Voortplanting
In de paartijd maken mannetjes vrouwtjes het hof. Meerdere dieren kunnen dan samen worden aangetroffen.
Een vrouwtje krijgt twee of meer worpen per jaar. In Costa Rica kent de zuidelijke opossum een geboortepiek in februari en in juli. De draagtijd bedraagt veertien tot vijftien dagen. Het drachtige vrouwtje legt een nest van bladeren aan in een verlaten hol of een boomholte.
Een worp bestaat uit 8 tot 18 nog onvolgroeide jongen, met kleinere worpen dichter bij de evenaar. Zij zijn dan zo klein dat de gehele worp in een eetlepel past. Direct na de geboorte moeten de jongen de gevaarlijke tocht afleggen van de vagina naar de buidel (vaak overleeft maar de helft de tocht). Eenmaal in de buidel aangekomen begint een tweede moeilijke periode. Dan hechten ze zich aan de tepels vast waarna ze flink gaan groeien. Een vrouwtje heeft slechts negen tepels, waardoor niet alle jongen gevoed kunnen worden. Ook redden niet alle jongen het die wel een tepel hebben gevonden. Hierdoor bevat een buidel gemiddeld slechts zes jongen.
Na tien weken kunnen de jongen zich buiten de buidel begeven. Wel blijven ze bij de moeder tot ze na drie maanden spenen en de volwassen grootte hebben bereikt. Vrouwtjes zijn geslachtsrijp na zeven maanden.

### Verdediging en levensverwachting
De zuidelijke opossum zal bij verstoring ervoor kiezen om te ontsnappen door in de dichtstbijzijnde boom te klimmen. Hij draait zich pas om op drie tot vijf meter hoogte. Als hij in het nauw wordt gedreven, zal hij zich agressief gedragen: hij sist met zijn bek open en zwaait zijn kop heen en weer, zijn gewicht van de ene voorpoot naar de andere verplaatsende. Hij kan daarbij zijn belager met urine en uitwerpselen besproeien. De zuidelijke opossum houdt zich zelden dood, zoals de Virginiaanse opossum.
De levensverwachting ligt laag, minder dan twee jaar.

## Relatie met de mens

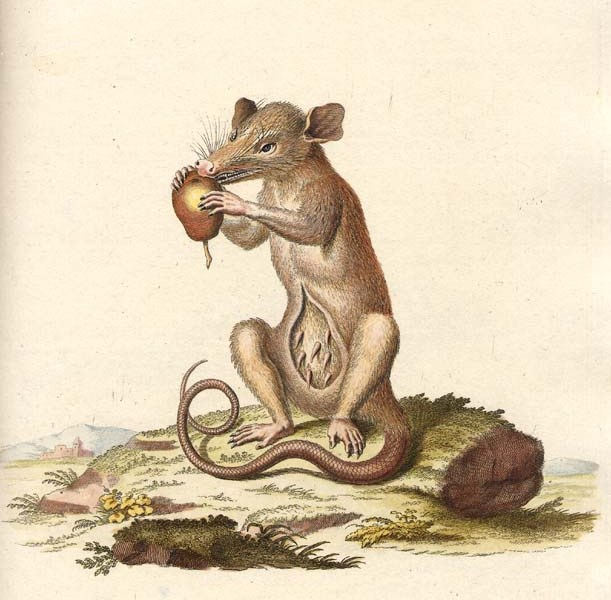
Didelphis marsupialis
(1780), Johann Christian von Schreber

De zuidelijke opossum wordt niet bedreigd: hij is algemeen en heeft een groot verspreidingsgebied. Op het platteland bezoekt hij vuilnisbelten voor voedsel. In sommige gebieden, zoals in Suriname, wordt er op hem gejaagd voor het vlees. Dit geldt vooral in gebieden waar ander wild zeldzaam is. Ook wordt er op opossums gejaagd omdat zij pluimvee eten. Een zuidelijke opossum kan grote schade toebrengen aan een kippenren: hij eet niet alleen de eieren, maar doodt ook de kippen.